# 因普鲁内塔圣母圣殿

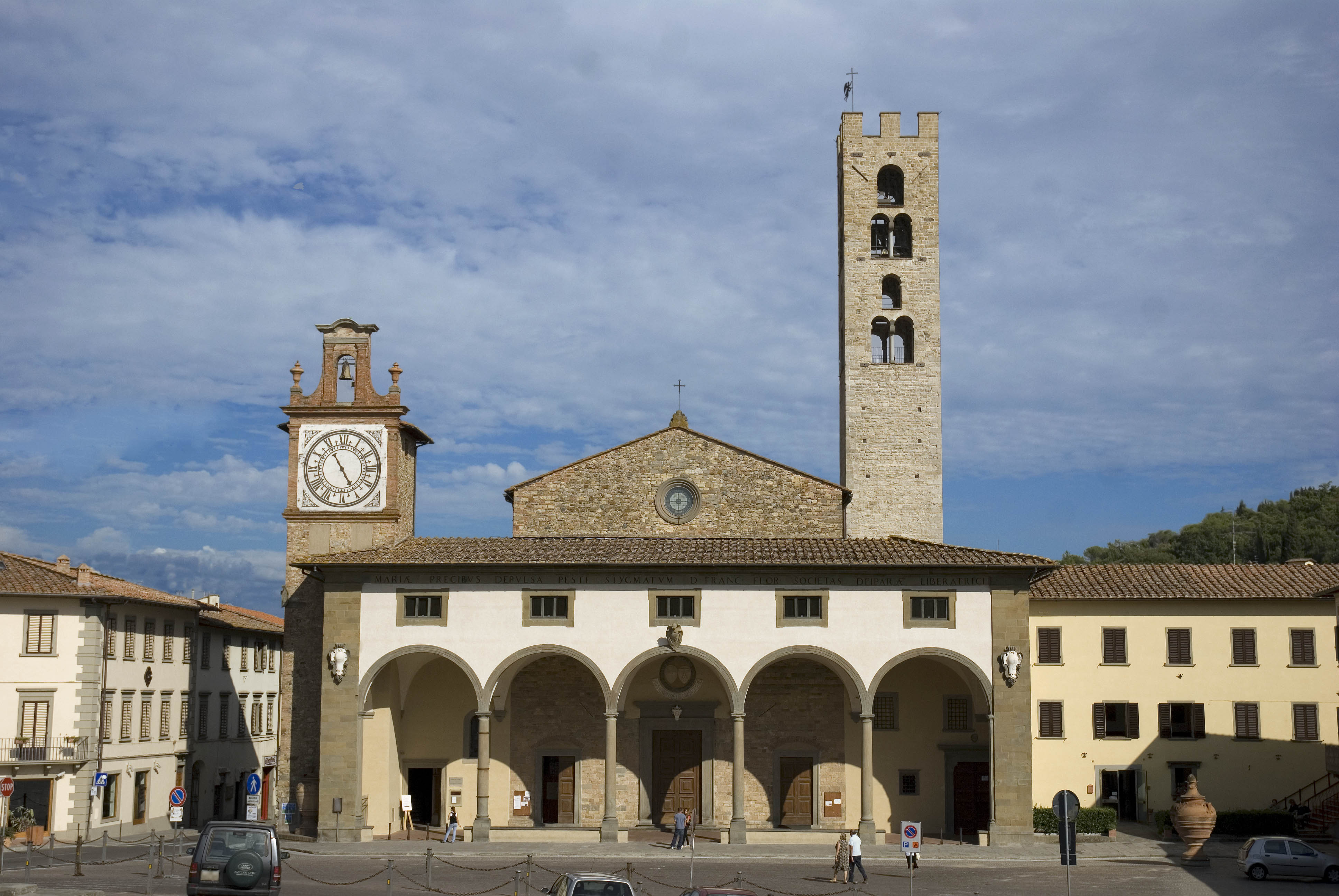

因普鲁内塔圣母圣殿（義大利語：Basilica di Santa Maria dell'Impruneta）是一座罗马天主教宗座圣殿，位于意大利托斯卡纳大区佛罗伦萨广域市的因普鲁内塔，主保圣人是圣母。该堂为罗曼式建筑风格。
该堂建于11世纪，曾受到1895年地震和1944年轰炸的破坏。

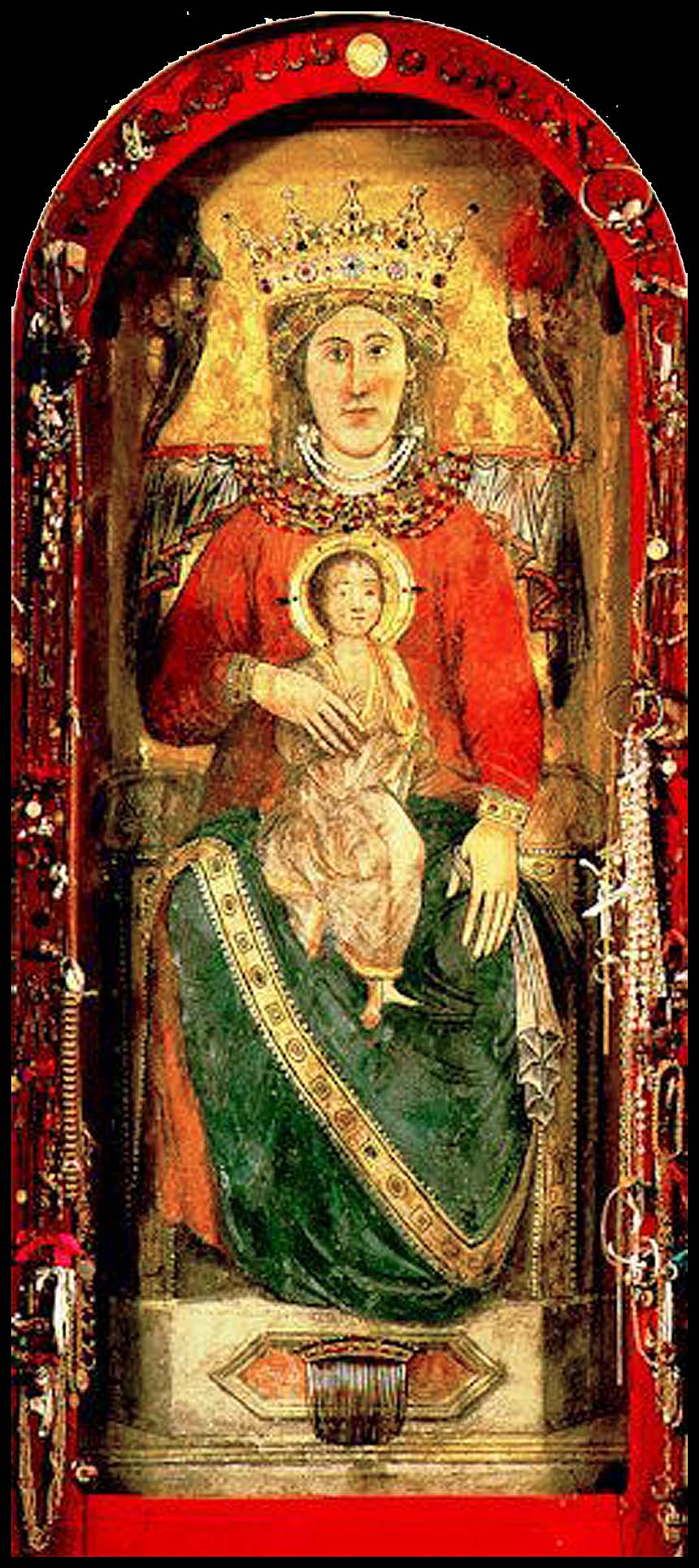
因普鲁内塔圣母